# Gary Moore
Robert William Gary Moore (Belfast, 4 april 1952 – Estepona, 6 februari 2011) was een Noord-Ierse gitarist.

## Biografie
Moore werd geboren als een van de vijf kinderen van de plaatselijke concertpromotor Robert Moore en de huisvrouw Winnie Moore. Dankzij het beroep van zijn vader groeide Moore op met het luisteren naar muziek van Ierse bands, live spelen en country-, rock- en popmuziek uit die tijd. In 1958 trad hij op zesjarige leeftijd voor het eerst op. Gekleed in een korte broek en staand op een stoel om bij de microfoon te komen, zong hij samen met de showband een nummer dat “Sugartime” heette.
In 1962, Moore was toen 10 jaar, kocht zijn vader een gitaar van een muzikant. Dit was een grote akoestische gitaar van Framus. De snaren waren erg hard, moeilijk af te stemmen en de gitaar was hiermee dus erg moeilijk te bespelen. Toch wist Moore in de eerste week al een aantal Shadows-liedjes onder de knie te krijgen. Hij had zichzelf wat akkoorden aangeleerd met behulp van een boek, keek naar andere mensen die gitaar speelden, luisterde naar platen en kreeg zo het gevoel van het gitaarspelen. Hoewel hij linkshandig was, begon hij te spelen met een rechtshandige gitaar, simpelweg omdat hij andere gitaristen dat ook zag doen.
Een jaar later trad Moore op onder de naam “Little Gary”. Weer twee jaar later, het was toen 1965, speelde hij in een bandje genaamd “The Beat Boys” in zijn vaders club net buiten Belfast. Later speelden ze in hotels en balzalen en qua repertoire speelden ze feitelijk alles wat het publiek maar wilde horen.
Zijn eerste soloalbum bracht Moore in 1973 uit als de Gary Moore Band. In 1979 startte hij, met hulp van Phil Lynott, een echte solocarrière. De combinatie van Moores gitaarspel en Lynotts stem leverde de single "Parisienne Walkways" (van het album Back on the Streets) op, die in april 1979 de Britse top tien haalde.
Na een serie stevige rockalbums keerde Moore terug naar de blues met het album Still Got the Blues, met daarop bijdragen van B.B. King, Albert King en Albert Collins. Dit album was een geweldig succes. Moore bleef bij de blues tot 1997, toen hij besloot te gaan experimenteren met moderne dancebeats in A Different Beat. Dit zette vele fans, en ook de muziekpers, danig op het verkeerde been. Met het album Back to the Blues keerde Moore uiteindelijk terug op het vertrouwde bluesstramien. Zijn meest recente album is Bad for you baby.
Moore overleed op 58-jarige leeftijd tijdens zijn vakantie in een hotel in het Spaanse Estepona. Hij woonde in Brighton en had vier kinderen.

## Discografie

### Dvd's
| Dvd's met hitnoteringen in de Nederlandse Music Top 30 | Datum van verschijnen | Datum van binnenkomst | Hoogste positie | Aantal weken | Opmerkingen                 |
| ------------------------------------------------------ | --------------------- | --------------------- | --------------- | ------------ | --------------------------- |
| One night in Dublin - a tribute to Phill Lynott        | 2006                  | 08-04-2006            | 14              | 12           | als Gary Moore & Friends    |
| Live at Montreux 1990/97                               | 2007                  | 30-06-2007            | 23              | 1            | met The Midnight Blues Band |
| The defenitive Montreux collection                     | 2007                  | 27-10-2007            | 12              | 3            |                             |
| Live at Montreux 2010                                  | 2011                  | 15-10-2011            | 24              | 1            |                             |
| Blues for Jimi                                         | 2012                  | 06-10-2012            | 11              | 4*           |                             |

## Bands

### Skid Row
In 1970 formeerde Moore samen met Noel Bridgeman en Bruce Shiels de groep Skid Row (niet te verwarren met hardrock/heavy metalband Skid Row). De groep bestreek een breed scala aan muziekstijlen waaronder jazz, rock en blues. Met deze groep verdiende Moore een reputatie in de muziekindustrie die al snel uitmondde in samenwerking met Phil Lynott.
Albums
- Skid Row (CBS, 1970)
- 34 Hours (CBS, 1971)
- Alive and Kicking (RRL, 1976)
- Skid Row - CBS demos recorded early 1970 (CBS, 1990)
- Skid Row (Gary Moore/Brush Shiels/Noel Bridgeman)(Castle, 1990)
- Live And On Song - Skid Rows eerste twee singles + BBC 'In Concert' uit 1971 (Hux, 2006)

### Colosseum II
In de progressieve-rockband Colosseum II speelde Gary samen met Don Airey, John Mole, Jon Hiseman en Neil Murray.
Albums
- Strange New Flesh (1976)
- Electric Savage (1977)
- War Dance (1977)

### Thin Lizzy
Moore maakte gedurende verschillende periodes deel uit van deze band, samen met Phil Lynott, met wie hij later ook als duo optrad.
Albums
- Night Life (1974)
- Remembering Part 1 (1976)
- Black Rose (1979)
- The Continuing Saga of the Ageing Orphans (1979)
- The Adventures of Thin Lizzy (1981)
- Life (1983)
- Dedication: The Very Best of Thin Lizzy (1991)

Singles
- Whiskey in the jar (1973)

### G-Force
Na de samenwerking met Phil Lynott op Back on the Streets, verhuisde Gary Moore naar Los Angeles en richtte in 1979 de band G-Force op met Willie Dee (ex-Captain Beyond / Pipedream), Tony Newton, en drummer Mark Nauseef (ex-Ian Gillan Band, ex-Elf). In deze samenstelling werd hen het voorprogramma voor een tour door Amerika met Van Halen beloofd. Dit werd een groot succes. Het bestaan van de groep heeft niet langer geduurd dan het maken van het debuutalbum G-Force en de tour door Amerika. Het album bevat elementen die het werk van Gary Moore later zo kenmerkend maken. De felle hardrock-riffs en lange instrumentale solo's vallen hierbij op. Songs als "White Knuckles/Rockin' and Rollin' hebben nog vele jaren later op de setlist gestaan bij vele solo-optredens. In 1990 werd het album opnieuw uitgebracht door Castle Communications.
Albums
- G-Force (1979)
- G-Force (Castle Communications,1990)

### Greg Lake
Gary Moore heeft een bijdrage geleverd aan Greg Lakes (Emerson, Lake & Palmer) soloalbums, Greg Lake (1981) en Manoeuvres (1983). Hij heeft ook meegespeeld in de line-up bij optredens. Hier zijn enkele legendarische live-opnamen gemaakt van King Crimson songs "21st Century Schizoid Man", "In the Court of the Crimson King" en zijn eigen nummer "Parisienne Walkways".
Moore's eigen song "Nuclear Attack", staat zelfs op het eerste solo-album van Greg Lake.
Albums
- Greg Lake (1981)
- Manoeuvres (1983)
- London '81 (2015)

#### Albums
- 1973 - Grinding Stone (CBS 32699)
- 1978 - Back on the Streets (MCA Records, MCF 2853)
- 1982 - Corridors of Power (Virgin Records CDV 2245)
- 1983 - Live at the Marquee (Jet Records JETCD 008)
- 1983 - Rockin' Every Night-Live in Japan' (10 Records XID CD 1)
- 1983 - Victims of the Future (Virgin 10 Records DIXCD 2, 1983
- 1984 - Dirty Fingers (Jet Records JET 25AP-2644)
- 1984 - We Want Moore (10 Records GMDLCD 1, 1984)
- 1985 - White Knuckles Janblues
- 1985 - Run for Cover (10 Records DIXCD 16, 1985)
- 1987 - Wild Frontier (Virgin Records DIXCD 56, 1987)
- 1989 - After the War (album)|After the War (Virgin Records CDV 2575, 1989)
- 1990 - Still Got the Blues (Virgin Records CDV 2612, 1990)
- 1992 - Blues From A Gun Janblues
- 1992 - After Hours (album)|After Hours (Virgin Records CDV 2684,1992)
- 1993 - Blues Alive (Virgin Records CDVX 2716, 1993)
- 1994 - Walkways Janblues
- 1994 - Ballads & Blues 1982-1994 (Virgin Records CDV 2768, 1994)
- 1994 - Blues For Greeny (Virgin Records CDV2784, 1995)
- 1997 - Dark Days in Paradise (Virgin Records CDV 2826, 1997)
- 1998 - Out in the Fields-The Very Best of Part 1 (Virgin Records CDVX2871, 1998)
- 1999 - Blood of Emeralds-The Very Best of Part 2 (1999)
- 1999 - A Different Beat (Gary Moore album)|A Different Beat (Castle Music/Raw Power RAWCD142, 1999)
- 2001 - Back to the Blues (Sanctuary Music SANCD 072, 2001)
- 2002 - Scars Janblues
- 2002 - The Best of The Blues, Dubb. CD (Virgin Records CDVX2923, 7243 8110025 2 7, 2002)
- 2003 - Live at the Monsters of Rock (Sanctuary Music SANCD215,2003)
- 2004 - Power Of The Blues (Sanctuary Music SANCD267, 2004)
- 2005 - The Rock Collection Janblues
- 2005 - The Ultra Selection Janblues
- 2006 - Old New Ballads Blues (Eagle Rock EAGCD314, 2006)
- 2006 - The Platium Collection Janblues
- 2007 - Close As You Get (Eagle Records EAGCD346, 2007)
- 2008 - Bad for you Baby (Eagle Records EAGCD379, 2008)
- 2009 - Live In Montruex Janblues
- 2010 - Gold Of The Blues Janblues

#### Singles
- Out in the Fields (1985)
- Empty Rooms (1985)
- Wild Frontier (6 Track) (1987)
- Friday On My Mind (1987)
- After the War (1988)
- Over the Hills and Far Away (1988)
- Ready For Love (1989)
- Too Tired (1990)
- Walking By Myself (1990)
- Oh Pretty Woman (1990) (Veronica Alarmschijf Radio 3)
- Moving on (1 track promo/USA) (1990)
- Still Got The Blues For You (1990) (Veronica Alarmschijf Radio 3)
- Separate Ways (1992)
- Since I Met You Baby (speciale versie) 1992
- Story Of The Blues (1992)
- Cold Day In Hell (1992)
- Parisienne Walkways (1993)
- One Day (1994)
- Need Your Love So Bad (1995)
- I Have Found My Love In You (1997)
- One Good Reason (1 track Promo)(1997)
- VS. Professor Stretch (1997)
- A Different Beat / Go On Home (3 track promo) (1999)
- Back To The Blues (4 track promo)(2001)
- Picture Of The Moon (1 track promo)(2001)

VHS-Video
- Live in Stockholm: Wild Frontier Tour, (1987)
- Emerald Aisles, (1984)
- The Video-singles (Virgin, 1987)
- An Evening of the Blues" with Gary Moore & Midnight Blues Band – featuring Albert Collins & Albert King (1990)

Dvd-video
- Ballads & Blues/Live blues (feat. B.B. King), (Virgin laserdisc, 1993)
- The Old Grey Whistle Test 2, (2003)
- Blues For Greeny (Live '95)
- Live at Monsters of Rock, (Sanctuary, 2003)
- Live 1990(G.M. & Midnight Blues Band – featuring Albert Collins & Albert King (Masterplan, 2004)
- Live at Montreux 1990, (Eagle Vision, 2004)
- One Night in Dublin – A Tribute to Phil Lynott, (Eagle Vision, 2006)
- The Definitive Montreux Collection, (Eagle Vision, 2007)
- Walking by Myself / Town & Country Club London 1992, (BBC Films, 2008)
- Avo Session, Live in Basel (2008)

### BBM
BBM (Bruce-Baker-Moore) is de naam voor dit powertrio dat werd geformeerd in 1994. De gerenommeerde (blues)muzikanten Jack Bruce (bas), Ginger Baker (drums) en gitarist Gary Moore brachten het album 'Around The Next Dream' uit (Virgin) Het album bestaat uit een aantal sterke bluesrocksongs met wat progrock-invloeden. Het album bereikte in Engeland de negende positie in The UK Albums Chart in de zomer van 1994, maar bleef slechts vier weken in deze lijst staan. Het nummer "Where In The World" werd als single uitgebracht en bereikte de 57ste positie in de UK Singles Chart in augustus 1994. De meeste songs werden geschreven door Gary Moore met enkele bijdragen van Bruce and Baker. Het album werd geproduceerd door Ian Taylor. Verder werkten mee: Tommy Eyre (keyboards), Arran Ahmun (drums op Where In The World) en Morris Murphy (trompet op Glory Days).
De band maakte, ter ondersteuning van het uitbrengen van het album, een korte tour door Engeland en speelde ook op enkele rockfestivals voordat zij de band ontbonden.
Het album werd in 2002 door EMI Import geremasterd uitgebracht met vier extra songs: 'Danger Zone', 'The World Keeps on Turning' (van Peter Green), 'Sitting on Top of the World' (live), 'I Wonder Why (Are You So Mean to Me)' (live) en 'King'.
Albums
- Around The Next Dream (Virgin, 1994)
- Around the Next Dream + 4 bonus songs(B000000W6I, Emi Import, 2002)

Singles
- Where In The World (3 track, Virgin 724389254624,NL)

### Scars
Deze band werd geformeerd in 2002 en bracht een gelijknamig album uit dat uitkwam op 2 september 2002. De band bestond uit Gary Moore (zang/gitaar), Cass Lewis (basgitaar/zang) en Darrin Mooney (drums).
Albums
- Scars (2002)

### NPO Radio 2 Top 2000
| Nummers met noteringen in de NPO Radio 2 Top 2000 | '99 | '00 | '01 | '02 | '03 | '04 | '05 | '06 | '07 | '08 | '09 | '10 | '11 | '12 | '13 | '14 | '15 | '16 | '17 | '18  | '19  | '20  | '21  | '22  | '23  | '24  |
| ------------------------------------------------- | --- | --- | --- | --- | --- | --- | --- | --- | --- | --- | --- | --- | --- | --- | --- | --- | --- | --- | --- | ---- | ---- | ---- | ---- | ---- | ---- | ---- |
| Out in the Fields (met Phil Lynott)               | -   | -   | -   | -   | -   | -   | -   | -   | -   | -   | -   | -   | -   | -   | -   | -   | -   | -   | -   | 1941 | 1844 | 1801 | 1698 | 1690 | 1923 | 1995 |
| Still Got the Blues (For You)                     | 364 | 428 | 324 | 265 | 224 | 191 | 190 | 173 | 185 | 180 | 223 | 233 | 164 | 184 | 190 | 123 | 163 | 199 | 148 | 223  | 257  | 243  | 246  | 255  | 291  | 326  |

1. ↑  Een '-' betekent dat het nummer niet was genoteerd en een vetgedrukt getal geeft de hoogste notering van een nummer aan.